# Хрушка, Рудольф
Рудольф Хрушка (итал. Rudolf Hruska; 2 июля 1915, Вена — 4 декабря 1995, Турин) — австрийский автомобильный дизайнер и инженер, известный по своей работе над дизайном различных автомобилей Alfa Romeo.

## Биография
После окончания Венского технического университета Рудольф Хрушка проработал во многих компаниях Германии. Он работал в компании Magirus в Ульме в 1935—1938 годах и в Porsche в Штутгарте в 1938—1945 годах, где принял участие в разработке автомобиляKdf-Wagen (1939) и танка Тигр (1943).
В 1945 году Рудольф Хрушка вместе с Карло Абартом открыли дилерский центр Порше в Мерано. Немного позднее при поддержке Пьеро Дузио, был основан гоночный проект Cisitalia в Турине в 1946—1949 годах.
После этого проекта Хрушка устроился в Finmeccanica, где консультировал проект Alfa Romeo 1900 в 1951—1954 годах. В компании Alfa Romeo (1954-59) инженер помогал Орацио Сатте Пулидже над проектировкой Alfa Romeo Giulietta перед тем как конструктор перебрался в Simca и Fiat в 1960—1967 годах. Хрушка работал в этих компаниях над Simca 1000 и Fiat 124/Fiat 128.
Чуть позднее, Рудольф Хрушка снова вернулся в Alfa Romeo для разработки Alfa Romeo Alfasud и создании нового автомобильного завода в Помильяно-д'Арко рядом с Неаполем в 1967—1973 годах.
После проекта в Alfa Romeo, он проработал в дизайнерском ателье в Арезе в 1974—1980 годах. И лишь после этого устроился в I.DE.A Institute в Турине, где проработал до конца своей жизни.